# Niyazi Hacıbəyov
Niyazi Hacıbəyov (Tbilisi (Geòrgia), 7 de juliol o 20 d'agost, 1912 - Bakú (Azerbaidjan), 2 d'agost, 1984), va ser un director i compositor soviètic i azerbaidjanès.

## Biografia
Niyazi Hacıbəyov va estudiar a Moscou amb Mikhail Gnessin, Gavriil Popov i Pyotr Ryazanov, així com al Conservatori d'Erevan i a l'Acadèmia de Música de Bakú amb Leopold Rudolf. Va ser director de 1937 a 1965, aleshores director en cap i director artístic del Teatre Estatal d'Òpera i Ballet de l'Azerbaidjan i de 1938 a 1984 director en cap de l'Orquestra Simfònica Estatal d'Azerbaidjan. Des de 1979 també va treballar com a director de la Filharmònica Estatal d'Azerbaidjan.
A més del seu treball en la música clàssica, també va ser un pioner del jazz d'Azerbaidjan i hi va fundar la primera orquestra de jazz, l'Orquestra Estraden Devlet Cazı - State Jazz, amb Tofiq Quliyev a finals dels anys trenta.
Va ser famós més enllà de les fronteres de l'Azerbaidjan. Com a director d'orquestra, va dirigir nombroses estrenes d'obres (òpera, ballet i simfonia) de reconeguts compositors azerbaidjanesos com Üzeyir Hacıbəyov, Müslüm Maqomayev, Qara Qarayev, Fikret Amirov, Arif Məlikov i va treballar amb solistes com Rich Svia, Heinrich Neuhaus, David Oistrakh i Mstislav Rostropovich.
Les seves composicions més importants inclouen l'òpera Xosrov və Şirin (1942) basada en material de Nezami, la suite simfònica Rast (1949), que tracta sobre la modalitat de Muğam del mateix nom, i el ballet Çitra (1960) basat en Rabindranath Tagore.

## Família
Niyazi Hacıbəyov era fill del compositor Zülfüqar Hacıbəyov i nebot del compositor Üzeyir Hacıbəyov.

## Memòria
El 1994, es va obrir un museu en memòria de Niyazi Hacıbəyov a la seva antiga casa a Bülbül prospekti a Bakú, que forma part del Museu Estatal de Cultura Musical de l'Azerbaidjan de nivell superior. L'exposició permanent inclou manuscrits, llibres, partitures, discos, fotografies i objectes personals.
Un monument a Bakú, acabat el 2017, commemora Niyazi.

## Premis (selecció)
- 1951, 1952: Premi Stalin
- 1959: Artista del Poble de l'URSS (arts escèniques)
- 1967: República Socialista Soviètica de l'Azerbaidjan
- 1974: Premi Internacional Nehru
- 1976, 1982: Orde de Lenin
- 1982: Heroi del Treball Socialista